# Jacques Ayé Abehi
Jacques Ayé Abehi, född 1942, är en friidrottare från Elfenbenskusten. Han deltog vid olympiska sommarspelen 1972 och olympiska sommarspelen 1976.